# WTA Tour 1997
Il WTA Tour 1997 è iniziato il 30 dicembre 1996 con il Gold Coast Classic 1997 e l'ASB Classic 1997 e si è concluso il 23 novembre con la finale del WTA Tour Championships 1997.
Il WTA Tour è una serie di tornei femminili di tennis 
organizzati dalla WTA. Questa include i tornei del Grande Slam (organizzati in collaborazione con la International Tennis Federation (ITF)), il WTA Tour Championships e i tornei delle categorie Tier I, Tier II, Tier III e Tier IV.

## Gennaio
| Settimana              | Torneo                                                                              | Categoria   | Vincitrici                                                | Finaliste                            | Semifinaliste                        | Eliminate ai quarti                                            |
| ---------------------- | ----------------------------------------------------------------------------------- | ----------- | --------------------------------------------------------- | ------------------------------------ | ------------------------------------ | -------------------------------------------------------------- |
| 30 dicembre 1996       | Gold Coast Classic 1997 Hope Island, Australia Cemento Singolare - Doppio           | Tier III    | Elena Lichovceva 3-6, 7–6(7), 6-3                         | Ai Sugiyama                          | Brenda Schultz Anne-Gaëlle Sidot     | Magüi Serna Rachel McQuillan Sabine Appelmans Åsa Svensson     |
| 30 dicembre 1996       | Gold Coast Classic 1997 Hope Island, Australia Cemento Singolare - Doppio           | Tier III    | Naoko Kijimuta Nana Miyagi 7–6(3), 6-1                    | Ruxandra Dragomir Silvia Farina      | Brenda Schultz Anne-Gaëlle Sidot     | Magüi Serna Rachel McQuillan Sabine Appelmans Åsa Svensson     |
| 30 dicembre 1996       | ASB Classic 1997 Auckland, Nuova Zelanda Cemento Singolare - Doppio                 | Tier IV     | Marion Maruska 6-3, 6-1                                   | Judith Wiesner                       | Tamarine Tanasugarn Elena Pampoulova | Anke Huber Sandra Cacic Rika Hiraki Alexia Dechaume-Balleret   |
| 30 dicembre 1996       | ASB Classic 1997 Auckland, Nuova Zelanda Cemento Singolare - Doppio                 | Tier IV     | Janette Husárová Dominique Van Roost 6-2, 6(5)–7, 6-3     | Aleksandra Olsza Elena Pampoulova    | Tamarine Tanasugarn Elena Pampoulova | Anke Huber Sandra Cacic Rika Hiraki Alexia Dechaume-Balleret   |
| 6 gennaio              | Sydney International 1997 Sydney, Australia Cemento Singolare - Doppio              | Tier II     | Martina Hingis 6-1, 5-7, 6-1                              | Jennifer Capriati                    | Lindsay Davenport Mary Joe Fernández | Amy Frazier Naoko Sawamatsu Iva Majoli Yayuk Basuki            |
| 6 gennaio              | Sydney International 1997 Sydney, Australia Cemento Singolare - Doppio              | Tier II     | Gigi Fernández Arantxa Sánchez Vicario 6-3, 6-1           | Lindsay Davenport Nataša Zvereva     | Lindsay Davenport Mary Joe Fernández | Amy Frazier Naoko Sawamatsu Iva Majoli Yayuk Basuki            |
| 6 gennaio              | Tasmanian International 1997 Hobart, Australia Cemento Singolare - Doppio           | Tier IV     | Dominique Van Roost 6-3, 6-3                              | Marianne Werdel Witmeyer             | Els Callens Mana Endō                | Anne-Gaëlle Sidot Wang Shi-ting Lenka Cenková Annabel Ellwood  |
| 6 gennaio              | Tasmanian International 1997 Hobart, Australia Cemento Singolare - Doppio           | Tier IV     | Naoko Kijimuta Nana Miyagi 6-3, 6-1                       | Barbara Rittner Dominique Van Roost  | Els Callens Mana Endō                | Anne-Gaëlle Sidot Wang Shi-ting Lenka Cenková Annabel Ellwood  |
| 13 gennaio 2 settimane | Australian Open 1997 Melbourne, Australia Cemento Singolare - Doppio - Doppio misto | Grande Slam | Martina Hingis 6-2, 6-2                                   | Mary Pierce                          | Amanda Coetzer Mary Joe Fernández    | Kimberly Po Sabine Appelmans Irina Spîrlea Dominique Van Roost |
| 13 gennaio 2 settimane | Australian Open 1997 Melbourne, Australia Cemento Singolare - Doppio - Doppio misto | Grande Slam | Martina Hingis Nataša Zvereva 6-2, 6-2                    | Lindsay Davenport Lisa Raymond       | Amanda Coetzer Mary Joe Fernández    | Kimberly Po Sabine Appelmans Irina Spîrlea Dominique Van Roost |
| 13 gennaio 2 settimane | Australian Open 1997 Melbourne, Australia Cemento Singolare - Doppio - Doppio misto | Grande Slam | Doppio Misto: Rick Leach Manon Bollegraf 6-3, 6(5)–7, 7-5 | John-Laffnie de Jager Larisa Neiland | Amanda Coetzer Mary Joe Fernández    | Kimberly Po Sabine Appelmans Irina Spîrlea Dominique Van Roost |
| 27 gennaio             | Toray Pan Pacific Open 1997 Tokyo, Giappone Cemento (indoor) Singolare - Doppio     | Tier I      | Martina Hingis Walkover                                   | Steffi Graf                          | Brenda Schultz Anke Huber            | Iva Majoli Conchita Martínez Lindsay Davenport Amanda Coetzer  |
| 27 gennaio             | Toray Pan Pacific Open 1997 Tokyo, Giappone Cemento (indoor) Singolare - Doppio     | Tier I      | Lindsay Davenport Nataša Zvereva 6-4, 6-3                 | Gigi Fernández Martina Hingis        | Brenda Schultz Anke Huber            | Iva Majoli Conchita Martínez Lindsay Davenport Amanda Coetzer  |

## Febbraio
| Settimana   | Torneo                                                                                    | Categoria | Vincitrici                                     | Finaliste                             | Semifinaliste                    | Eliminate ai quarti                                               |
| ----------- | ----------------------------------------------------------------------------------------- | --------- | ---------------------------------------------- | ------------------------------------- | -------------------------------- | ----------------------------------------------------------------- |
| 3 febbraio  | Generali Ladies Linz 1997 Linz, Austria Cemento (indoor) Singolare - Doppio               | Tier III  | Chanda Rubin 6-4, 6-2                          | Karina Habšudová                      | Jana Novotná Judith Wiesner      | Magdalena Maleeva Barbara Rittner Nathalie Tauziat Åsa Svensson   |
| 3 febbraio  | Generali Ladies Linz 1997 Linz, Austria Cemento (indoor) Singolare - Doppio               | Tier III  | Alexandra Fusai Nathalie Tauziat 4-6, 6-3, 6-1 | Eva Melicharová Helena Vildová        | Jana Novotná Judith Wiesner      | Magdalena Maleeva Barbara Rittner Nathalie Tauziat Åsa Svensson   |
| 10 febbraio | Open Gaz de France 1997 Parigi, Francia Cemento (indoor) Singolare - Doppio               | Tier II   | Martina Hingis 6-3, 3-6, 6-3                   | Anke Huber                            | Iva Majoli Jana Novotná          | Nathalie Tauziat Yayuk Basuki Irina Spîrlea Mary Pierce           |
| 10 febbraio | Open Gaz de France 1997 Parigi, Francia Cemento (indoor) Singolare - Doppio               | Tier II   | Martina Hingis Jana Novotná 6-3, 6-0           | Alexandra Fusai Rita Grande           | Iva Majoli Jana Novotná          | Nathalie Tauziat Yayuk Basuki Irina Spîrlea Mary Pierce           |
| 17 febbraio | Faber Grand Prix 1997 Hannover, Germania Sintetico indoor Singolare - Doppio              | Tier II   | Iva Majoli 4-6, 7–6(2), 6-4                    | Jana Novotná                          | Magdalena Maleeva Barbara Paulus | Elena Lichovceva Sandrine Testud Anne-Gaëlle Sidot Miriam Oremans |
| 17 febbraio | Faber Grand Prix 1997 Hannover, Germania Sintetico indoor Singolare - Doppio              | Tier II   | Nicole Arendt Manon Bollegraf 4-6, 6-3, 7–6(4) | Larisa Neiland Brenda Schultz         | Magdalena Maleeva Barbara Paulus | Elena Lichovceva Sandrine Testud Anne-Gaëlle Sidot Miriam Oremans |
| 17 febbraio | IGA U.S. Indoor Championships 1997 Oklahoma City, USA Cemento (indoor) Singolare - Doppio | Tier III  | Lindsay Davenport 6-4, 6-2                     | Lisa Raymond                          | Kimberly Po Francesca Lubiani    | Jennifer Capriati Sandra Cacic Pam Shriver Amanda Coetzer         |
| 17 febbraio | IGA U.S. Indoor Championships 1997 Oklahoma City, USA Cemento (indoor) Singolare - Doppio | Tier III  | Rika Hiraki Nana Miyagi 6-4, 6-1               | Marianne Werdel Tami Whitlinger Jones | Kimberly Po Francesca Lubiani    | Jennifer Capriati Sandra Cacic Pam Shriver Amanda Coetzer         |

## Marzo
| Settimana | Torneo                                                                            | Categoria | Vincitrici                                      | Finaliste                       | Semifinaliste                              | Eliminate ai quarti                                               |
| --------- | --------------------------------------------------------------------------------- | --------- | ----------------------------------------------- | ------------------------------- | ------------------------------------------ | ----------------------------------------------------------------- |
| 7 marzo   | Champions Cup and the Evert Cup 1997 Indian Wells, USA Cemento Singolare - Doppio | Tier I    | Lindsay Davenport 6-2, 6-1                      | Irina Spîrlea                   | Arantxa Sánchez Vicario Mary Joe Fernández | Sandrine Testud Nathalie Tauziat Venus Williams Conchita Martínez |
| 7 marzo   | Champions Cup and the Evert Cup 1997 Indian Wells, USA Cemento Singolare - Doppio | Tier I    | Lindsay Davenport Nataša Zvereva 6-3, 6-2       | Lisa Raymond Nathalie Tauziat   | Arantxa Sánchez Vicario Mary Joe Fernández | Sandrine Testud Nathalie Tauziat Venus Williams Conchita Martínez |
| 20 marzo  | Lipton Championships 1997 Miami, USA Cemento Singolare - Doppio                   | Tier I    | Martina Hingis 6-2, 6-1                         | Monica Seles                    | Jana Novotná Barbara Paulus                | Mary Joe Fernández Iva Majoli Irina Spîrlea Sandrine Testud       |
| 20 marzo  | Lipton Championships 1997 Miami, USA Cemento Singolare - Doppio                   | Tier I    | Arantxa Sánchez Vicario Nataša Zvereva 6-2, 6-3 | Sabine Appelmans Miriam Oremans | Jana Novotná Barbara Paulus                | Mary Joe Fernández Iva Majoli Irina Spîrlea Sandrine Testud       |
| 31 marzo  | Family Circle Cup 1997 Hilton Head, USA Terra verde Singolare - Doppio            | Tier I    | Martina Hingis 3-6, 6-3, 7–6(5)                 | Monica Seles                    | Brenda Schultz Conchita Martínez           | Wiltrud Probst Lindsay Davenport Anke Huber Amanda Coetzer        |
| 31 marzo  | Family Circle Cup 1997 Hilton Head, USA Terra verde Singolare - Doppio            | Tier I    | Mary Joe Fernández Martina Hingis 7-5, 4-6, 6-1 | Lindsay Davenport Jana Novotná  | Brenda Schultz Conchita Martínez           | Wiltrud Probst Lindsay Davenport Anke Huber Amanda Coetzer        |

## Aprile
| Settimana | Torneo                                                                             | Categoria | Vincitrici                                    | Finaliste                         | Semifinaliste                                   | Eliminate ai quarti                                                       |
| --------- | ---------------------------------------------------------------------------------- | --------- | --------------------------------------------- | --------------------------------- | ----------------------------------------------- | ------------------------------------------------------------------------- |
| 7 aprile  | Bausch & Lomb Championships 1997 Amelia Island, USA Terra verde Singolare - Doppio | Tier II   | Lindsay Davenport 6-2, 6-3                    | Mary Pierce                       | Amanda Coetzer Iva Majoli                       | Mary Joe Fernández Jana Kandarr Conchita Martínez Arantxa Sánchez Vicario |
| 7 aprile  | Bausch & Lomb Championships 1997 Amelia Island, USA Terra verde Singolare - Doppio | Tier II   | Lindsay Davenport Jana Novotná 6-3, 6-0       | Nicole Arendt Manon Bollegraf     | Amanda Coetzer Iva Majoli                       | Mary Joe Fernández Jana Kandarr Conchita Martínez Arantxa Sánchez Vicario |
| 14 aprile | Japan Open Tennis Championships 1997 Tokyo, Giappone Cemento Singolare - Doppio    | Tier III  | Ai Sugiyama 4-6, 6-4, 6-4                     | Amy Frazier                       | Annabel Ellwood Kimberly Po                     | Janet Lee Naoko Sawamatsu Corina Morariu Wang Shi-ting                    |
| 14 aprile | Japan Open Tennis Championships 1997 Tokyo, Giappone Cemento Singolare - Doppio    | Tier III  | Alexia Dechaume-Balleret Rika Hiraki 6-4, 6-2 | Kerry-Anne Guse Corina Morariu    | Annabel Ellwood Kimberly Po                     | Janet Lee Naoko Sawamatsu Corina Morariu Wang Shi-ting                    |
| 21 aprile | Budapest Lotto Open 1997 Budapest, Ungheria Terra rossa Singolare - Doppio         | Tier IV   | Amanda Coetzer 6-1, 6-3                       | Sabine Appelmans                  | Karina Habšudová Henrieta Nagyová               | Alexandra Fusai Cristina Torrens Valero Joannette Kruger Elena Pampoulova |
| 21 aprile | Budapest Lotto Open 1997 Budapest, Ungheria Terra rossa Singolare - Doppio         | Tier IV   | Amanda Coetzer Alexandra Fusai 6-3, 6-1       | Eva Martincová Elena Pampoulova   | Karina Habšudová Henrieta Nagyová               | Alexandra Fusai Cristina Torrens Valero Joannette Kruger Elena Pampoulova |
| 21 aprile | Indonesia Open 1997 Giacarta, Indonesia Singolare - Doppio                         | Tier IV   | Naoko Sawamatsu 6-3, 6-2                      | Yuka Yoshida                      | Alexia Dechaume-Balleret Rita Grande            | Wang Shi-ting Kim Eun-ha Nancy Feber Nana Miyagi                          |
| 21 aprile | Indonesia Open 1997 Giacarta, Indonesia Singolare - Doppio                         | Tier IV   | Kerry-Anne Guse Kristine Kunce 6-4, 5-7, 7-5  | Lenka Němečková Yuka Yoshida      | Alexia Dechaume-Balleret Rita Grande            | Wang Shi-ting Kim Eun-ha Nancy Feber Nana Miyagi                          |
| 28 aprile | Citizen Cup 1997 Amburgo, Germania Terra rossa Singolare - Doppio                  | Tier II   | Iva Majoli 6-3, 6-2                           | Ruxandra Dragomir                 | Anne-Gaëlle Sidot María Antonia Sánchez Lorenzo | Petra Langrová Barbara Schett Mary Pierce Conchita Martínez               |
| 28 aprile | Citizen Cup 1997 Amburgo, Germania Terra rossa Singolare - Doppio                  | Tier II   | Anke Huber Mary Pierce 2-6, 7-6(1), 6-2       | Ruxandra Dragomir Iva Majoli      | Anne-Gaëlle Sidot María Antonia Sánchez Lorenzo | Petra Langrová Barbara Schett Mary Pierce Conchita Martínez               |
| 28 aprile | Croatian Bol Ladies Open 1997 Bol, Croazia Terra rossa Singolare - Doppio          | Tier IV   | Mirjana Lučić-Baroni 7-5, 6(4)–7, 7–6(5)      | Corina Morariu                    | Amanda Coetzer Emmanuelle Gagliardi             | Sarah Pitkowski Katarína Studeníková Joannette Kruger Marion Maruska      |
| 28 aprile | Croatian Bol Ladies Open 1997 Bol, Croazia Terra rossa Singolare - Doppio          | Tier IV   | Laura Montalvo Henrieta Nagyová 6-3, 6-1      | María José Gaidano Marion Maruska | Amanda Coetzer Emmanuelle Gagliardi             | Sarah Pitkowski Katarína Studeníková Joannette Kruger Marion Maruska      |

## Maggio
| Settimana             | Torneo                                                                                      | Categoria        | Vincitrici                                          | Finaliste                           | Semifinaliste                                        | Eliminate ai quarti                                                                                              |
| --------------------- | ------------------------------------------------------------------------------------------- | ---------------- | --------------------------------------------------- | ----------------------------------- | ---------------------------------------------------- | --- |
| 5 maggio              | Internazionali d'Italia 1997 Roma, Italia Terra rossa Singolare - Doppio                    | Tier I           | Mary Pierce 6-4, 6-0                                | Conchita Martínez                   | Barbara Paulus Patty Schnyder                        | Ruxandra Dragomir Irina Spîrlea Joannette Kruger Arantxa Sánchez Vicario                                         |
| 5 maggio              | Internazionali d'Italia 1997 Roma, Italia Terra rossa Singolare - Doppio                    | Tier I           | Nicole Arendt Manon Bollegraf 6-2, 6-4              | Conchita Martínez Patricia Tarabini | Barbara Paulus Patty Schnyder                        | Ruxandra Dragomir Irina Spîrlea Joannette Kruger Arantxa Sánchez Vicario                                         |
| 12 maggio             | WTA German Open 1997 Berlino, Germania Terra rossa Singolare - Doppio                       | Tier I           | Mary Joe Fernández 6-4, 6-2                         | Mary Pierce                         | Amanda Coetzer Jana Novotná                          | Steffi Graf Iva Majoli Anna Kurnikova Sabine Appelmans                                                           |
| 12 maggio             | WTA German Open 1997 Berlino, Germania Terra rossa Singolare - Doppio                       | Tier I           | Lindsay Davenport Jana Novotná 6-3, 3-6, 6-2        | Gigi Fernández Nataša Zvereva       | Amanda Coetzer Jana Novotná                          | Steffi Graf Iva Majoli Anna Kurnikova Sabine Appelmans                                                           |
| 12 maggio             | Welsh International Open 1997 Cardiff, Gran Bretagna Terra rossa Singolare - Doppio         | Tier IV          | Virginia Ruano Pascual 6-1, 3-6, 6-2                | Alexia Dechaume-Balleret            | Rita Grande Sarah Pitkowski                          | Dominique Van Roost Petra Langrová Francesca Lubiani Åsa Svensson                                                |
| 12 maggio             | Welsh International Open 1997 Cardiff, Gran Bretagna Terra rossa Singolare - Doppio         | Tier IV          | Debbie Graham Kerry-Anne Guse 6-3, 6-4              | Julie Pullin Lorna Woodroffe        | Rita Grande Sarah Pitkowski                          | Dominique Van Roost Petra Langrová Francesca Lubiani Åsa Svensson                                                |
| 19 maggio             | Madrid Open 1997 Madrid, Spagna Terra rossa Singolare - Doppio                              | Tier III         | Jana Novotná 7-5, 6-1                               | Monica Seles                        | Florencia Labat Arantxa Sánchez Vicario              | Virginia Ruano Pascual Irina Spîrlea Ann Grossman Gala León García                                               |
| 19 maggio             | Madrid Open 1997 Madrid, Spagna Terra rossa Singolare - Doppio                              | Tier III         | Mary Joe Fernández Arantxa Sánchez Vicario 6-3, 6-2 | Inés Gorrochategui Irina Spîrlea    | Florencia Labat Arantxa Sánchez Vicario              | Virginia Ruano Pascual Irina Spîrlea Ann Grossman Gala León García                                               |
| 19 maggio             | Internationaux de Strasbourg 1997 Strasburgo, Francia Singolare - Doppio                    | Tier III         | Steffi Graf 6-2, 7-5                                | Mirjana Lučić-Baroni                | Amanda Coetzer Judith Wiesner                        | Sandrine Testud Naoko Kijimuta Sabine Appelmans Nataša Zvereva                                                   |
| 19 maggio             | Internationaux de Strasbourg 1997 Strasburgo, Francia Singolare - Doppio                    | Tier III         | Helena Suková Nataša Zvereva 6-1, 6-1               | Elena Lichovceva Ai Sugiyama        | Amanda Coetzer Judith Wiesner                        | Sandrine Testud Naoko Kijimuta Sabine Appelmans Nataša Zvereva                                                   |
| 21 maggio             | WTA Doubles Championships 1997 Edimburgo, Gran Bretagna 188 125 $ - Terra rossa - 8D Doppio | Tornei fine anno | Nicole Arendt / Manon Bollegraf 6–1, 3–6, 7–5       | Rachel McQuillan Nana Miyagi        | Lori McNeil Larisa Neiland Mercedes Paz Chanda Rubin | Debbie Graham Kristine Kunce Yayuk Basuki Caroline Vis Gigi Fernández Patricia Tarabini Olga Lugina Elena Wagner |
| 26 maggio 2 settimane | Open di Francia 1997 Parigi, Francia Terra rossa Singolare - Doppio - Misto                 | Grande Slam      | Iva Majoli 6-4, 6-2                                 | Martina Hingis                      | Monica Seles Amanda Coetzer                          | Arantxa Sánchez Vicario Mary Joe Fernández Ruxandra Dragomir Steffi Graf                                         |
| 26 maggio 2 settimane | Open di Francia 1997 Parigi, Francia Terra rossa Singolare - Doppio - Misto                 | Grande Slam      | Gigi Fernández Nataša Zvereva 6-2, 6-3              | Mary Joe Fernández Lisa Raymond     | Monica Seles Amanda Coetzer                          | Arantxa Sánchez Vicario Mary Joe Fernández Ruxandra Dragomir Steffi Graf                                         |
| 26 maggio 2 settimane | Open di Francia 1997 Parigi, Francia Terra rossa Singolare - Doppio - Misto                 | Grande Slam      | Doppio Misto: Mahesh Bhupathi Rika Hiraki 6-4, 6-1  | Patrick Galbraith Lisa Raymond      | Monica Seles Amanda Coetzer                          | Arantxa Sánchez Vicario Mary Joe Fernández Ruxandra Dragomir Steffi Graf                                         |

## Giugno
| Settimana             | Torneo                                                                                    | Categoria   | Vincitrici                                          | Finaliste                                              | Semifinaliste                          | Eliminate ai quarti                                               |
| --------------------- | ----------------------------------------------------------------------------------------- | ----------- | --------------------------------------------------- | ------------------------------------------------------ | -------------------------------------- | ----------------------------------------------------------------- |
| 9 giugno              | DFS Classic 1997 Birmingham, Gran Bretagna Erba Singolare - Doppio                        | Tier III    | Nathalie Tauziat 2-6, 6-2, 6-2                      | Yayuk Basuki                                           | Irina Spîrlea Kristine Kunce           | Dominique Van Roost Magdalena Maleeva Lisa Raymond Nataša Zvereva |
| 9 giugno              | DFS Classic 1997 Birmingham, Gran Bretagna Erba Singolare - Doppio                        | Tier III    | Katrina Adams Larisa Neiland 6-2, 6-3               | Nathalie Tauziat Linda Wild                            | Irina Spîrlea Kristine Kunce           | Dominique Van Roost Magdalena Maleeva Lisa Raymond Nataša Zvereva |
| 16 giugno             | International Women's Open 1997 Eastbourne, Gran Bretagna Erba Singolare - Doppio         | Tier II     |                                                     | A Sánchez Vicario v J Novotná (cancellata per pioggia) | Brenda Schultz Nataša Zvereva          | Monica Seles Irina Spîrlea Nathalie Tauziat Ai Sugiyama           |
| 16 giugno             | Ordina Open 1997 Rosmalen, Paesi Bassi Erba Singolare - Doppio                            | Tier III    | Ruxandra Dragomir 5-7, 6-2, 6-4                     | Miriam Oremans                                         | Anke Huber Åsa Svensson                | Sabine Appelmans Karina Habšudová Dominique Van Roost Mary Pierce |
| 16 giugno             | Ordina Open 1997 Rosmalen, Paesi Bassi Erba Singolare - Doppio                            | Tier III    | Eva Melicharová Helena Vildová 6-3, 7–6(6)          | Karina Habšudová Florencia Labat                       | Anke Huber Åsa Svensson                | Sabine Appelmans Karina Habšudová Dominique Van Roost Mary Pierce |
| 23 giugno 2 settimane | Torneo di Wimbledon 1997 Wimbledon, Londra, Gran Bretagna Erba Singolare - Doppio - Misto | Grande Slam | Martina Hingis 2-6, 6-3, 6-3                        | Jana Novotná                                           | Anna Kurnikova Arantxa Sánchez Vicario | Denisa Chládková Iva Majoli Yayuk Basuki Nathalie Tauziat         |
| 23 giugno 2 settimane | Torneo di Wimbledon 1997 Wimbledon, Londra, Gran Bretagna Erba Singolare - Doppio - Misto | Grande Slam | Gigi Fernández Nataša Zvereva 7–6(4), 6-4           | Nicole Arendt Manon Bollegraf                          | Anna Kurnikova Arantxa Sánchez Vicario | Denisa Chládková Iva Majoli Yayuk Basuki Nathalie Tauziat         |
| 23 giugno 2 settimane | Torneo di Wimbledon 1997 Wimbledon, Londra, Gran Bretagna Erba Singolare - Doppio - Misto | Grande Slam | Doppio Misto: Cyril Suk Helena Suková 4-6, 6-3, 6-4 | Andrej Ol'chovskij Larisa Neiland                      | Anna Kurnikova Arantxa Sánchez Vicario | Denisa Chládková Iva Majoli Yayuk Basuki Nathalie Tauziat         |

## Luglio
| Settimana | Torneo                                                                                  | Categoria | Vincitrici                                       | Finaliste                           | Semifinaliste                             | Eliminate ai quarti                                                            |
| --------- | --------------------------------------------------------------------------------------- | --------- | ------------------------------------------------ | ----------------------------------- | ----------------------------------------- | ------------------------------------------------------------------------------ |
| 14 luglio | Internazionali Femminili di Palermo 1997 Palermo, Italia Terra rossa Singolare - Doppio | Tier IV   | Sandrine Testud 7-5, 6-3                         | Elena Makarova                      | Barbara Paulus Barbara Schett             | Inés Gorrochategui Silvia Farina Virginia Ruano Pascual Emmanuelle Gagliardi   |
| 14 luglio | Internazionali Femminili di Palermo 1997 Palermo, Italia Terra rossa Singolare - Doppio | Tier IV   | Silvia Farina Barbara Schett 2-6, 6-1, 6-4       | Florencia Labat Mercedes Paz        | Barbara Paulus Barbara Schett             | Inés Gorrochategui Silvia Farina Virginia Ruano Pascual Emmanuelle Gagliardi   |
| 14 luglio | Prague Open 1997 Praga, Repubblica Ceca Terra Singolare - Doppio                        | Tier IV   | Joannette Kruger 6-1, 6-1                        | Marion Maruska                      | Veronika Martinek Cătălina Cristea        | Alexia Dechaume-Balleret Denisa Chládková Karina Habšudová Ludmila Richterová  |
| 14 luglio | Prague Open 1997 Praga, Repubblica Ceca Terra Singolare - Doppio                        | Tier IV   | Ruxandra Dragomir Karina Habšudová 6-1, 5-7, 6-2 | Eva Martincová Helena Vildová       | Veronika Martinek Cătălina Cristea        | Alexia Dechaume-Balleret Denisa Chládková Karina Habšudová Ludmila Richterová  |
| 21 luglio | Bank of the West Classic 1997 Stanford, USA Cemento Singolare - Doppio                  | Tier II   | Martina Hingis 6-0, 6-2                          | Conchita Martínez                   | Lindsay Davenport Amanda Coetzer          | Linda Wild Elena Lichovceva Kimberly Po Monica Seles                           |
| 21 luglio | Bank of the West Classic 1997 Stanford, USA Cemento Singolare - Doppio                  | Tier II   | Lindsay Davenport Martina Hingis 6-1, 6-3        | Conchita Martínez Patricia Tarabini | Lindsay Davenport Amanda Coetzer          | Linda Wild Elena Lichovceva Kimberly Po Monica Seles                           |
| 21 luglio | Warsaw Open 1997 Varsavia, Polonia Terra rossa Singolare - Doppio                       | Tier III  | Barbara Paulus 6-4, 6-4                          | Henrieta Nagyová                    | Virginia Ruano Pascual Ruxandra Dragomir  | Gala León García Joannette Kruger Cristina Torrens Valero Katarína Studeníková |
| 21 luglio | Warsaw Open 1997 Varsavia, Polonia Terra rossa Singolare - Doppio                       | Tier III  | Ruxandra Dragomir Inés Gorrochategui 6-4, 6-0    | Meike Babel Catherine Barclay       | Virginia Ruano Pascual Ruxandra Dragomir  | Gala León García Joannette Kruger Cristina Torrens Valero Katarína Studeníková |
| 28 luglio | San Diego Open 1997 San Diego, Stati Uniti Cemento Singolare - Doppio                   | Tier II   | Martina Hingis 7–6(4), 6-4                       | Monica Seles                        | Mary Pierce Amanda Coetzer                | Conchita Martínez Sandrine Testud Yayuk Basuki Nataša Zvereva                  |
| 28 luglio | San Diego Open 1997 San Diego, Stati Uniti Cemento Singolare - Doppio                   | Tier II   | Martina Hingis Arantxa Sánchez Vicario 6-3, 7-5  | Amy Frazier Kimberly Po             | Mary Pierce Amanda Coetzer                | Conchita Martínez Sandrine Testud Yayuk Basuki Nataša Zvereva                  |
| 28 luglio | WTA Austrian Open 1997 Maria Lankowitz, Austria Singolare - Doppio                      | Tier IV   | Barbara Schett 3-6, 6-2, 6-3                     | Henrieta Nagyová                    | María Antonia Sánchez Lorenzo Meike Babel | Barbara Paulus Judith Wiesner Patty Schnyder Gala León García                  |
| 28 luglio | WTA Austrian Open 1997 Maria Lankowitz, Austria Singolare - Doppio                      | Tier IV   | Eva Melicharová Helena Vildová 6-2, 6-2          | Radka Bobková Wiltrud Probst        | María Antonia Sánchez Lorenzo Meike Babel | Barbara Paulus Judith Wiesner Patty Schnyder Gala León García                  |

## Agosto
| Settimana             | Torneo                                                                             | Categoria   | Vincitrici                                             | Finaliste                        | Semifinaliste                        | Eliminate ai quarti                                                |
| --------------------- | ---------------------------------------------------------------------------------- | ----------- | ------------------------------------------------------ | -------------------------------- | ------------------------------------ | ------------------------------------------------------------------ |
| 4 agosto              | East West Bank Classic 1997 Los Angeles, USA Cemento Singolare - Doppio            | Tier II     | Monica Seles 5-7, 7-5, 6-4                             | Lindsay Davenport                | Martina Hingis Amy Frazier           | Anke Huber Nathalie Tauziat Arantxa Sánchez Vicario Nataša Zvereva |
| 4 agosto              | East West Bank Classic 1997 Los Angeles, USA Cemento Singolare - Doppio            | Tier II     | Yayuk Basuki Caroline Vis 7–6(7), 6-3                  | Larisa Neiland Helena Suková     | Martina Hingis Amy Frazier           | Anke Huber Nathalie Tauziat Arantxa Sánchez Vicario Nataša Zvereva |
| 11 agosto             | Canada Open 1997 Toronto, Canada Cemento Singolare - Doppio                        | Tier I      | Monica Seles 6-2, 6-4                                  | Anke Huber                       | Conchita Martínez Mary Joe Fernández | Rita Grande Lindsay Davenport Amanda Coetzer Magdalena Maleeva     |
| 11 agosto             | Canada Open 1997 Toronto, Canada Cemento Singolare - Doppio                        | Tier I      | Yayuk Basuki Caroline Vis 3-6, 7-5, 6-4                | Nicole Arendt Manon Bollegraf    | Conchita Martínez Mary Joe Fernández | Rita Grande Lindsay Davenport Amanda Coetzer Magdalena Maleeva     |
| 18 agosto             | U.S. Women's Hard Court Championships 1997 Atlanta, USA Cemento Singolare - Doppio | Tier II     | Lindsay Davenport 6-4, 6-1                             | Sandrine Testud                  | Amanda Coetzer Iva Majoli            | Jana Novotná Dominique Van Roost Brenda Schultz Monica Seles       |
| 18 agosto             | U.S. Women's Hard Court Championships 1997 Atlanta, USA Cemento Singolare - Doppio | Tier II     | Nicole Arendt Manon Bollegraf 6(5)–7, 6-3, 6-2         | Alexandra Fusai Nathalie Tauziat | Amanda Coetzer Iva Majoli            | Jana Novotná Dominique Van Roost Brenda Schultz Monica Seles       |
| 25 agosto 2 settimane | US Open 1997 Flushing Meadows, New York, USA Cemento Singolare - Doppio - Misto    | Grande Slam | Martina Hingis 6-0, 6-4                                | Venus Williams                   | Lindsay Davenport Irina Spîrlea      | Arantxa Sánchez Vicario Jana Novotná Sandrine Testud Monica Seles  |
| 25 agosto 2 settimane | US Open 1997 Flushing Meadows, New York, USA Cemento Singolare - Doppio - Misto    | Grande Slam | Lindsay Davenport Jana Novotná 6-3, 6-4                | Gigi Fernández Nataša Zvereva    | Lindsay Davenport Irina Spîrlea      | Arantxa Sánchez Vicario Jana Novotná Sandrine Testud Monica Seles  |
| 25 agosto 2 settimane | US Open 1997 Flushing Meadows, New York, USA Cemento Singolare - Doppio - Misto    | Grande Slam | Doppio Misto: Rick Leach Manon Bollegraf 3-6, 7-5, 6-3 | Pablo Albano Mercedes Paz        | Lindsay Davenport Irina Spîrlea      | Arantxa Sánchez Vicario Jana Novotná Sandrine Testud Monica Seles  |

## Settembre
| Settimana    | Torneo                                                                               | Categoria | Vincitrici                              | Finaliste                         | Semifinaliste                | Eliminate ai quarti                                              |
| ------------ | ------------------------------------------------------------------------------------ | --------- | --------------------------------------- | --------------------------------- | ---------------------------- | ---------------------------------------------------------------- |
| 15 settembre | Toyota Princess Cup 1997 Tokyo, Giappone Cemento Singolare - Doppio                  | Tier II   | Monica Seles 6-1, 3-6, 7–6(5)           | Arantxa Sánchez Vicario           | Naoko Sawamatsu Yayuk Basuki | Nataša Zvereva Conchita Martínez Kimberly Po Li Fang             |
| 15 settembre | Toyota Princess Cup 1997 Tokyo, Giappone Cemento Singolare - Doppio                  | Tier II   | Monica Seles Ai Sugiyama 6-1, 6-0       | Julie Halard-Decugis Chanda Rubin | Naoko Sawamatsu Yayuk Basuki | Nataša Zvereva Conchita Martínez Kimberly Po Li Fang             |
| 22 settembre | Sparkassen Cup 1997 Lipsia, Germania Sintetico indoor Singolare - Doppio             | Tier II   | Jana Novotná 6-2, 4-6, 6-3              | Amanda Coetzer                    | Martina Hingis Anke Huber    | Sabine Appelmans Magdalena Grzybowska Iva Majoli Sandra Kleinová |
| 22 settembre | Sparkassen Cup 1997 Lipsia, Germania Sintetico indoor Singolare - Doppio             | Tier II   | Martina Hingis Jana Novotná 6-2, 6-2    | Yayuk Basuki Helena Suková        | Martina Hingis Anke Huber    | Sabine Appelmans Magdalena Grzybowska Iva Majoli Sandra Kleinová |
| 22 settembre | Commonwealth Bank Tennis Classic 1997 Surabaya, Indonesia Cemento Singolare - Doppio | Tier IV   | Dominique Van Roost 6-1, 6-3            | Lenka Němečková                   | Rachel McQuillan María Vento | Dally Randriantefy Nicole Pratt Sarah Pitkowski Haruka Inoue     |
| 22 settembre | Commonwealth Bank Tennis Classic 1997 Surabaya, Indonesia Cemento Singolare - Doppio | Tier IV   | Kerry-Anne Guse Rika Hiraki 6-1, 7–6(5) | Maureen Drake Renata Kolbovic     | Rachel McQuillan María Vento | Dally Randriantefy Nicole Pratt Sarah Pitkowski Haruka Inoue     |

## Ottobre
| Settimana  | Torneo                                                                                            | Categoria | Vincitrici                                                 | Finaliste                        | Semifinaliste                          | Eliminate ai quarti                                                      |
| ---------- | ------------------------------------------------------------------------------------------------- | --------- | ---------------------------------------------------------- | -------------------------------- | -------------------------------------- | ------------------------------------------------------------------------ |
| 6 ottobre  | Porsche Tennis Grand Prix 1997 Filderstadt, Germania Cemento (indoor) Singolare - Doppio          | Tier II   | Martina Hingis 6-4, 6-2                                    | Lisa Raymond                     | Amanda Coetzer Irina Spîrlea           | Magdalena Maleeva Patty Schnyder Arantxa Sánchez Vicario Naoko Sawamatsu |
| 6 ottobre  | Porsche Tennis Grand Prix 1997 Filderstadt, Germania Cemento (indoor) Singolare - Doppio          | Tier II   | Martina Hingis Arantxa Sánchez Vicario 7–6(4), 3-6, 7–6(3) | Lindsay Davenport Jana Novotná   | Amanda Coetzer Irina Spîrlea           | Magdalena Maleeva Patty Schnyder Arantxa Sánchez Vicario Naoko Sawamatsu |
| 13 ottobre | Open di Zurigo 1997 Zurigo, Svizzera Cemento Singolare - Doppio                                   | Tier I    | Lindsay Davenport 7–6(3), 7-5                              | Nathalie Tauziat                 | Lisa Raymond Jana Novotná              | Martina Hingis Sabine Appelmans Venus Williams Sandra Kleinová           |
| 13 ottobre | Open di Zurigo 1997 Zurigo, Svizzera Cemento Singolare - Doppio                                   | Tier I    | Martina Hingis Arantxa Sánchez Vicario 4-6, 6-4, 6-1       | Larisa Neiland Helena Suková     | Lisa Raymond Jana Novotná              | Martina Hingis Sabine Appelmans Venus Williams Sandra Kleinová           |
| 20 ottobre | Fortis Championships Luxembourg 1997 Lussemburgo, Lussemburgo Cemento (indoor) Singolare - Doppio | Tier III  | Amanda Coetzer 6-4, 3-6, 7-5                               | Barbara Paulus                   | Katarína Studeníková Anne-Gaëlle Sidot | Miriam Oremans Joannette Kruger Sabine Appelmans Henrieta Nagyová        |
| 20 ottobre | Fortis Championships Luxembourg 1997 Lussemburgo, Lussemburgo Cemento (indoor) Singolare - Doppio | Tier III  | Larisa Neiland Helena Suková 6-2, 6-4                      | Meike Babel Laurence Courtois    | Katarína Studeníková Anne-Gaëlle Sidot | Miriam Oremans Joannette Kruger Sabine Appelmans Henrieta Nagyová        |
| 20 ottobre | Bell Challenge 1997 Québec, Canada Cemento (indoor) Singolare - Doppio                            | Tier III  | Brenda Schultz 6-4, 6(4)–7, 7-5                            | Dominique Van Roost              | Chanda Rubin Lisa Raymond              | Corina Morariu María Vento Jolene Watanabe Magdalena Grzybowska          |
| 20 ottobre | Bell Challenge 1997 Québec, Canada Cemento (indoor) Singolare - Doppio                            | Tier III  | Lisa Raymond Rennae Stubbs 6-4, 5-7, 7-5                   | Alexandra Fusai Nathalie Tauziat | Chanda Rubin Lisa Raymond              | Corina Morariu María Vento Jolene Watanabe Magdalena Grzybowska          |
| 27 ottobre | Kremlin Cup 1997 Mosca, Russia Cemento (indoor) Singolare - Doppio                                | Tier I    | Jana Novotná 6-3, 6-4                                      | Ai Sugiyama                      | Conchita Martínez Dominique Van Roost  | Venus Williams Sandrine Testud Arantxa Sánchez Vicario Irina Spîrlea     |
| 27 ottobre | Kremlin Cup 1997 Mosca, Russia Cemento (indoor) Singolare - Doppio                                | Tier I    | Arantxa Sánchez Vicario Nataša Zvereva 5-3 def.            | Yayuk Basuki Caroline Vis        | Conchita Martínez Dominique Van Roost  | Venus Williams Sandrine Testud Arantxa Sánchez Vicario Irina Spîrlea     |

## Novembre
| Settimana   | Torneo                                                                                       | Categoria                                       | Vincitrici                                | Finaliste                           | Semifinaliste                          | Eliminate ai quarti                                                  |
| ----------- | -------------------------------------------------------------------------------------------- | ----------------------------------------------- | ----------------------------------------- | ----------------------------------- | -------------------------------------- | -------------------------------------------------------------------- |
| 3 novembre  | Ameritech Cup 1997 Chicago, USA Sintetico indoor Singolare - Doppio                          | Tier II                                         | Lindsay Davenport 6-0, 7-5                | Nathalie Tauziat                    | Iva Majoli Serena Williams             | Jana Novotná Yayuk Basuki Lisa Raymond Monica Seles                  |
| 3 novembre  | Ameritech Cup 1997 Chicago, USA Sintetico indoor Singolare - Doppio                          | Tier II                                         | Alexandra Fusai Nathalie Tauziat 6-3, 6-2 | Lindsay Davenport Monica Seles      | Iva Majoli Serena Williams             | Jana Novotná Yayuk Basuki Lisa Raymond Monica Seles                  |
| 10 novembre | Advanta Championships of Philadelphia 1997 Filadelfia, USA Cemento indoor Singolare - Doppio | Tier II                                         | Martina Hingis 7-5, 6(7)–7, 7–6(4)        | Lindsay Davenport                   | Arantxa Sánchez Vicario Irina Spîrlea  | Anke Huber Amanda Coetzer Monica Seles Jana Novotná                  |
| 10 novembre | Advanta Championships of Philadelphia 1997 Filadelfia, USA Cemento indoor Singolare - Doppio | Tier II                                         | Lisa Raymond Rennae Stubbs 6-3, 7-5       | Lindsay Davenport Jana Novotná      | Arantxa Sánchez Vicario Irina Spîrlea  | Anke Huber Amanda Coetzer Monica Seles Jana Novotná                  |
| 17 novembre | WTA Tour Championships 1997 New York, USA Cemento Singolare - Doppio                         |                                                 | Jana Novotná 7–6(4), 6-2, 6-3             | Mary Pierce                         | Nathalie Tauziat Irina Spîrlea         | Martina Hingis Iva Majoli Mary Joe Fernández Arantxa Sánchez Vicario |
| 17 novembre | WTA Tour Championships 1997 New York, USA Cemento Singolare - Doppio                         | Lindsay Davenport Jana Novotná 6(5)–7, 6-3, 6-2 | Alexandra Fusai Nathalie Tauziat          |                                     | Nathalie Tauziat Irina Spîrlea         | Martina Hingis Iva Majoli Mary Joe Fernández Arantxa Sánchez Vicario |
| 17 novembre | Pattaya Women's Open 1997 Pattaya, Thailandia Cemento Singolare - Doppio                     | Tier IV                                         | Henrieta Nagyová 7-5, 6(6)–7, 7-5         | Dominique Van Roost                 | Ruxandra Dragomir Ol'ga Barabanščikova | Corina Morariu Sandra Kleinová Nicole Pratt Laurence Courtois        |
| 17 novembre | Pattaya Women's Open 1997 Pattaya, Thailandia Cemento Singolare - Doppio                     | Tier IV                                         | Kristine Kunce Corina Morariu 6-3, 6-4    | Florencia Labat Dominique Van Roost | Ruxandra Dragomir Ol'ga Barabanščikova | Corina Morariu Sandra Kleinová Nicole Pratt Laurence Courtois        |

## Dicembre
Nessun evento

## Ranking a fine anno
Nelle due tabelle sono presenti le prime dieci tenniste di entrambe le specialità a fine stagione.

### Singolare
| #   | Giocatrice              | Punti | Rank. 1996 | /  |
| 1.  | Martina Hingis          | 6.264 | 6          | 5  |
| 2.  | Jana Novotná            | 3.754 | 5          | 3  |
| 3.  | Lindsay Davenport       | 3.696 | 9          | 6  |
| 4.  | Amanda Coetzer          | 3.360 | 14         | 10 |
| 5.  | Monica Seles            | 2.988 | 2          | 3  |
| 6.  | Iva Majoli              | 2.874 | 8          | 2  |
| 7.  | Mary Pierce             | 2.861 | 24         | 17 |
| 8.  | Irina Spîrlea           | 2.577 | 10         | 2  |
| 9.  | Arantxa Sánchez Vicario | 2.361 | 3          | 6  |
| 10. | Mary Joe Fernández      | 2.114 | 32         | 19 |

### Doppio
| #   | Giocatrice              | Punti | Rank. 1996 | /       |
| 1.  | Natasha Zvereva         | 5.435 | 9          | 8       |
| 2.  | Lindsay Davenport       | 5.377 | 7          | 5       |
| 3.  | Martina Hingis          | 4.409 | 10         | 7       |
| 4.  | Gigi Fernández          | 4.175 | 4          | Stabile |
| 5.  | Arantxa Sánchez Vicario | 4.129 | 1          | 4       |
| 6.  | Jana Novotná            | 3.997 | 3          | 3       |
| 7.  | Manon Bollegraf         | 3.982 | 15         | 8       |
| 8.  | Nicole Arendt           | 3.720 | 11         | 3       |
| 9.  | Larisa Neiland          | 3.327 | 2          | 7       |
| 10. | Helena Suková           | 3.046 | 6          | 4       |